# Patalene

Posizione della Patalene (l'odierno Sindh) in Pakistan.

La Patalene (in greco antico: Παταληνή?) o Pattalene (in greco antico: Πατταληνή?) era un'antica regione del subcontinente indiano, oggi corrispondente a una parte del moderno Pakistan, identificabile con l'area del Sindh.
Le fonti antiche menzionano che gli Indo-Greci occuparono le regioni della Patalene (Sindh) e del Gujarat, incluso lo strategico porto di Barigaza (Bharuch), conquiste attestate anche dalle monete risalenti al sovrano indo-greco Apollodoto I e da vari autori antichi (Strabone 11; Periplo del Mare Eritreo, capp. 41-47):
(Strabone, 11.1)
Tolomeo menziona la Patalene (chiamandola Patalena) nella sua Geografia:
(Tolomeo, Geografia, Libro VII, Capitolo I)